# Bean (Kobe)
«Bean (Kobe)» — песня американского рэпера Lil Uzi Vert при участии Chief Keef. Она была выпущена 13 марта 2020, как третья песня с делюкс-версии Eternal Atake, Lil Uzi Vert vs. the World 2. Песня достигла 19 номера в чарте Billboard Hot 100.

## История
Песня была слита в сеть под названием «Rollie». Lil Uzi Vert и Chief Keef исполнили её в живую в 2018.

## Музыкальное видео
Официальное лирическое видео было выпущено 21 апреля 2020.

## Критический приём
Механ Джаясурия из Pitchfork назвал трек «жемчужиной в короне» и сказал, что она «сосредоточена на смеси между частой сменой флоу Chief и импрессионистическим визгом Uzi». Андре Джи из Uproxx назвал песню «изюминкой» альбома и сказал, что Chief Keef сделал «удивительно ясный куплет, который постепенно набирает обороты».

## Коммерческий успех
Песня дебютировала под номером 19 в чарте Billboard Hot 100. Это первая песня Chief Keef, которая вошла в топ-100 со времён его сингла «Love Sosa», который вышел в 2012 году. Это также его самая высокая песня в чарте.

## Чарты
| Чарт (2020)                           | Высшая позиция |
| ------------------------------------- | -------------- |
| Канада (Canadian Hot 100)             | 60             |
| Новая Зеландия (RMNZ)                 | 9              |
| США Billboard Hot 100                 | 19             |
| США Hot R&B/Hip-Hop Songs (Billboard) | 10             |